# تصميم تجربة المستخدم

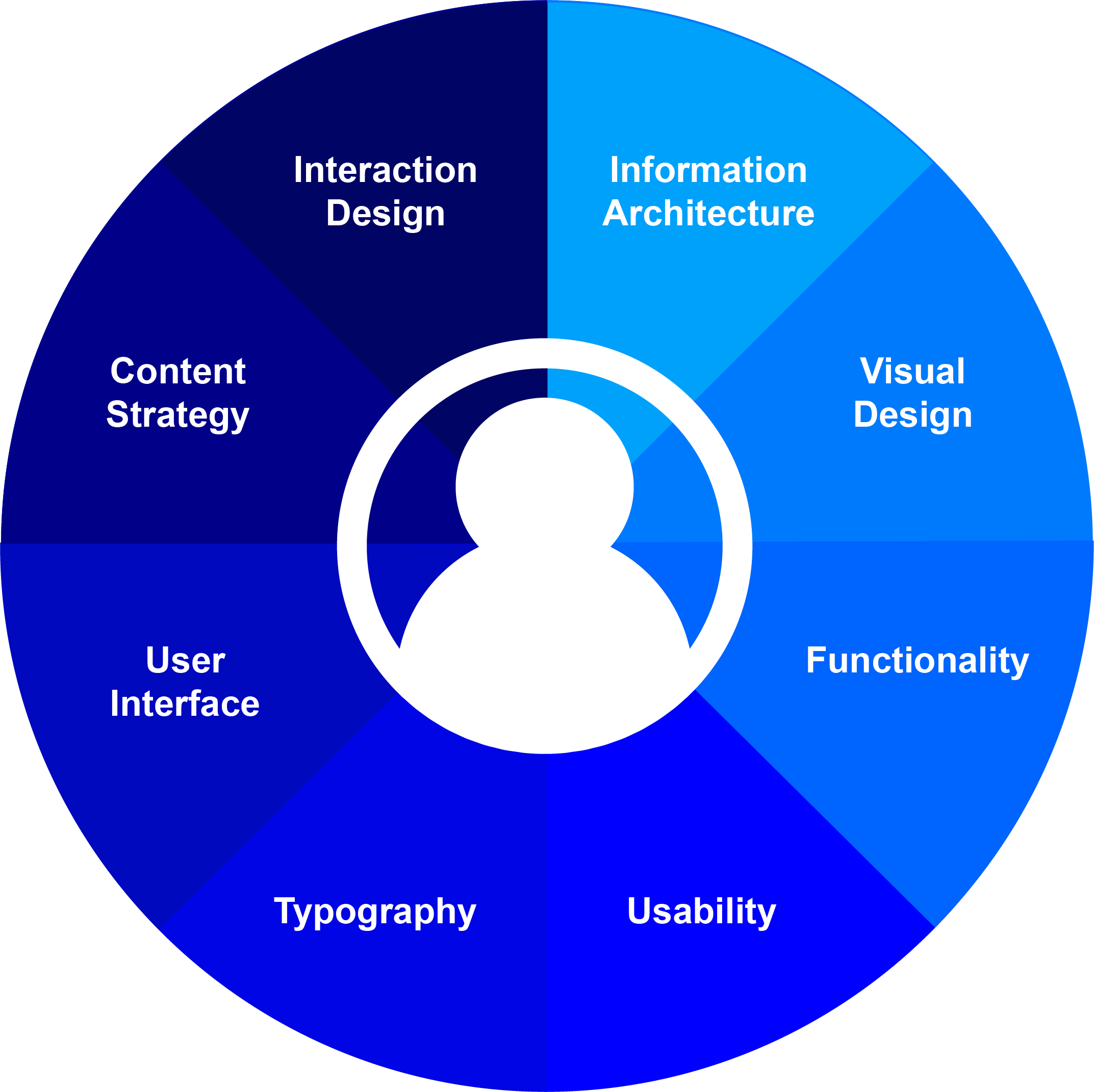

تصميم تجربة المستخدم (بالإنجليزية: UXD أو UED)‏ هي عملية زيادة رضا وولاء العملاء من خلال تحسين قابليتها للأستخدام وسهولة الاستخدام والمتعة المنبعثة من التفاعل بين العميل والمنتج. ويشمل تصميم تجربة المستخدم التصميم التقليدي التفاعلي بين الإنسان والألة ويقوم بمدها بإتجاه كل جوانب المنتج أو الخدمة بالإحساس به من قبل المستخدمين. تجربة المستخدم هي أي هيئة من هيئات التفاعل بين الشخص مع نظام تكنولوجيا معين، بما في ذلك الواجهة والرسوميات والتصميم الصناعي والتفاعل المحسوس واليدوي.